# 維捷別季河
53°53′4″N 35°38′14″E / 53.88444°N 35.63722°E
維捷別季河（俄语：Вытебеть），是俄羅斯的河流，位於該國西北部，屬於日兹德拉河的右支流，流經布良斯克州、奧廖爾州和卡盧加州，河道全長133公里，流域面積1,760平方公里。